# 洞察力
洞察力或洞察等（英語：Insight）是對特定背景/脈絡下特定因果關係的理解。該詞彙可以是指：
- 一則資訊
- 理解事物內在本質的行為或結果
- 憑直覺察覺或理解的行為或結果
- 內省(自知力)
- 敏銳的觀察和演繹、辨別能力（英語：Discernment）和感知所蘊涵的能力，即理解的行動或過程
- 基於對模型、上下文或場景中的關係和行為的識別，對因果關係的理解（參見人工智能）

突然出現的洞察力，例如理解如何解決難題，也被稱為頓悟、尤里卡時刻等。 突然令人反感的認識通常會發現問題，而不是解決問題。 負面洞察力的另一個例子是懊惱，這是對在洞察之前錯過顯而易見的解決方案感到不愉快。